# Янович, Сократ
Сокра́т Константи́нович Яно́вич (бел. Сакрат Канстанцінавіч Яновіч, пол. Sokrat Janowicz; 4 сентября 1936, Крынки, Польша — 17 февраля 2013, там же) — белорусский писатель, живший в Польше, автор 30 книг. Член Союза польских писателей (1971), председатель Клуба Союза польских писателей в Белостоке (1976—1981), председатель Белорусского демократического объединения (первая белорусская политическая партия в послевоенной Польше, создана в нач. 1990).

## Биография
Родился 4 сентября 1936 года в семье сапожника.
В 1955 году закончил Белостокский электротехникум, работал бригадиром электромонтеров на хлопчатобумажном комбинате под Белостоком. Переводчик, затем журналист в газете «Ніва» (с 1956). Заведующий организационного отдела Главного Правления Белорусского общественно-культурного товарищества (1959—1962). В 1960 закончил заочное отделение белорусской филологии Педагогического института в Белостоке. Был уволен из «Нівы» «за белорусский национализм» (1970), остался без членства в партии, некоторое время работал грузчиком, техником безопасности труда. Закончил заочный факультет польской и славянской филологии Варшавского университета в (1973). Инструктор-методист Белостокского городского Дома культуры (2-я половина 1970-х), технический редактор «Нівы» (1-я половина 1980‑х).
Дебютировал рассказом в 1956 году («Ніва», Белосток). Писал на белорусском и польском языках. Автор сборников рассказов и миниатюр. Перевел на польский «Витраж»/«Вітраж» Я. Брыля (Варшава, 1979), пьесу Я. Шабана «Шрамы» (для Драматического театра имени Я. Вянгеркі в Белостоке).
За заслуги награждён Серебряным Крестом.
В 1958—1970 годы сотрудничал со Службой безопасности Польской Народной Республики, наблюдая за сотрудниками еженедельника «Ніва», а также Белорусского общественно-культурного товарищества. В 2007 признался в этом в люстрационной анкете.
Умер 17 февраля 2013 года в родном доме в Крынках под Белостоком.

## Произведения
- «Загоны», рассказы (Беласток, 1969);
- «Wielkie miasto Białystok» («Вялікі горад Беласток»), миниатюры (1973);
- «Не пашанцавала» (Беласток, 1978);
- «Zapomnieliska» («Забыцці»), миниатюры (Вроцлав, 1978);
- «Сярэбраны яздок», проза (Минск, 1978);
- «Ściana» («Сцяна»), роман (Ольштын, 1979);
- «Małe dni» («Малыя дні»), миниатюры (Варшава, 1981);
- «Samosiej» («Самасей»), роман (Варшава, 1981);
- «Trzecia pora» («Трэцяя пара»), миниатюры (Варшава-Белосток, 1983);
- «Miniatures» («Мініяцюры»), миниатюры (бел., англ.; Лондон, 1984);
- «Srebrny jeździec» («Сярэбраны яздок»), исторические рассказы (Варшава, 1984);
- «Białoruś, Białoruś» («Беларусь, Беларусь»), эссе (1987);
- «Terra Incognita: Białoruś» («Terra Incognita: Беларусь»), эссе (1993);
- «Dolina pełna losu» («Даліна, поўная лёсу»), повести (1994);
- «Nasze tysiąc lat» («Нашая тысяча гадоў»), разговоры с Юрием Хмелевским (2000);
- «Ojczystość. Białoruskie ślady i znaki» («Айчына. Беларускія сляды і знакі»), сборник эссе (2001);
- «Хатняе стагоддзе» (Кринки, 2008).

## Награды
- Серебряная медаль «За заслуги в культуре Gloria Artis» (2005 год)[3]